# Pichilemu
Pichilemu (på mapudungun: lille skov) er en badeby og kommune i det centrale Chile. Byen er hovedstad i Cardenal Caro-provinsen.
Stranden i Pichilemu er én af verdens bedste til surfing, specifikt området Punta de Lobos, hvor der ofte afholdes konkurrencer.